# Dlouhý chvost

Typický graf udávající prodejnost výrobků (svislá osa – objem prodeje, vodorovná osa – jednotlivé produkty). Žlutě vyznačeno cca 80 % výrobků, které se prodávají pouze v malých objemech, tzv. dlouhý chvost. Naopak, zelená část se v angličtině označuje head, neboli hlava.

Dlouhý chvost (anglicky The Long Tail) je článek Chrise Andersona pro časopis Wired o tom, jak internet mění ekonomiku a kulturu tím, že přesunuje zájem od globálních masových produktů s vysokým prodejem k okrajovým produktům určeným pro menšinu. Podle Andersona umožňuje internet nabízet daleko větší počet položek než klasický prodej, včetně takových, o které je jen malý zájem, a to dává internetovým podnikatelům konkurenční výhodu. (Tento prodejní model používá např. Amazon.) Tuto myšlenku později Anderson rozpracoval do knihy The Long Tail: Why the Future of Business Is Selling Less of More.

## Definice dlouhého chvostu
Termín dlouhý chvost (někdy též dlouhý ocas) obecně popisuje pravou část grafu prodejnosti (viz obrázek), obsahující položky s malým obratem. Klasický prodej využívá tzv. Paretův princip, který tvrdí, že 80 % obratu tvoří asi 20 % výrobků, a podle toho omezuje svoje skladové zásoby pouze na tyto masově žádané produkty. Internet však umožňuje uspokojit i klienty poptávající menšinové zboží. To navíc zvyšuje poptávku po tomto zboží. Tím se oblast „dlouhého chvostu“ protahuje a roste její ekonomický význam.

### Hlava a chvost, hity a niky
- Opačná část grafu, než je dlouhý chvost, s kvantitativně malým počtem výrobků, které jsou ovšem celkově nejúspěšnější a představují oněch 80 % obratu, se nazývá hlava (grafu). Výrobky v této části grafu jsou nazývány hity (myšleno jako terminus technicus).
- Kolem některých výrobků v části dlouhého chvostu mohou mít početně malé komunity věrných uživatelů. Tyto komunity Anderson nazývá niky.

## Vlastnosti dlouhého chvostu
Následující je vztaženo na prodejnost zboží (dlouhý chvost se ale vyskytuje i u mnoha jiných statistických výstupů).
- Délka dlouhého chvostu je určena celkovým množstvím výrobků na trhu.
- Tloušťku dlouhého chvostu podle Andersona určuje přístup k tzv. nikám každého výrobku.
- Začátek dlouhého chvostu ovlivňuje spojení nabídky a poptávky – to zahrnuje např. schopnost vyhledávačů méně populární zboží vyhledat nebo doporučení ostatních zákazníků generovaná podle aktuální poptávky.